# Iglesia de Santo Domingo (Elvas)
La Iglesia de Santo Domingo, también conocida en portugués como Igreja de São Domingos, Convento de São Domingos, Igreja dos Dominicos y Convento de Nossa Senhora dos Mártires, es una edificio religioso situado en la parroquia de la Asunción, en la ciudad y el municipio de Elvas, parte del distrito de Portalegre en Portugal cuya construcción comenzó en el año 1267.
La iglesia primitiva sobre la que se edificó posteriormente el convento fue la «Iglesia de Nuestra Señora de los Mártires» que se erigió en el año 1230 como homenaje a los que murieron al intentar reconquistar la ciudad de Elvas, en manos de los moros en el año 1227. El terreno donde se levantó la iglesia fue donado por Estêvão Marins y Maria Pires cuyos cuerpos yacen en ella. El convento es el más antiguo de Elvas y la mayor iglesia de la ciudad; también tuvo uso como hospicio y albergue de peregrinos.

## Cronología
- En 1267 se fundó el convento de la Orden de Santo Domingo por el rey Alfonso III en el lugar donde estaba la desaparecida «Ermita de Nuestra Señora de los Mártires» que fue erigida para enterrar a los muertos habidos durante la conquista del pueblo a los moros. Además de convento funcionó una albergue de peregrinos y un hospicio.
- En 1553 se hicieron una serie de modificaciones por orden del rey Juan III, incluida la demolición de la fachada.
- A finales del siglo XVI se pintó el retablo mayor por Simão Rodrigues, dorado por Pedro Homem y esculpido por Gaspar Coelho. También se llevaron a cabo las pinturas de Domingos Vieira.
- Durante el siglo XVII se demolió el hospicio por imperativos de la construcción de las murallas lo que implicó también el regreso al convento de la imagen del siglo XII, en mármol, de Nuestra Señora de los Mártires que había sido colocada en la Puerta de los Mártires de la muralla fernandina y sustituida por otra imagen «de bulto» policromada. Se construyó la actual fachada y se llevaron a cabo distintos trabajos de orfebrería por parte Domingos Queirós.
- En el siglo XVIII se llevaron a cabo gran cantidad de obras como son los cambios en la decoración interior, en particular en las bases y capiteles de los pilares que separan las naves y soportan la cubierta, la decoración del techo de la antigua sala del capítulo, la de la actual sacristía, las de los altares laterales de mármol y el púlpito así como la construcción de un órgano atribuido a Johann Heinrich Hulenkampf. Se realizó el retablo de San Gonzalo por Manuel Francisco, que pertenencia de la Cofradía de Nuestra Señora de la Concepción, que tomó como modelo el retablo mayor del Colegio de Santiago; la decoración de las paredes con sillares de azulejos con escenas de la vida de Santo Domingo, de fabricación lisboeta, atribuidas al pintor Valentín de Almeida; ejecución de obras por parte de los entalladores Miguel Ángel y Pêro Manuel; obras del maestro albañil José Francisco de Abreu.
- Los eventos más importantes acaecidosdurante el siglo XIX son: ejecución del órgano; en 1834 se llevó a cabo la secularización y adaptación del convento a cuartel y se instaló el Regimiento de Infantería n.º 1; el 28 de junio de 1858 una tormenta fulminó la cruz de la fachada principal de la iglesia, que al caer dañó varios elementos que arrastraron la estatua de Santo Domingo, alcanzó ventanas y la puerta principal; 1860, obtuvo la licencia regia para que las cofradías de Santo Domingo y Nuestra Señora del Rosario pidieran un préstamo de 500 000$ para el pago de las obras necesarias.[1]

## Arquitectura

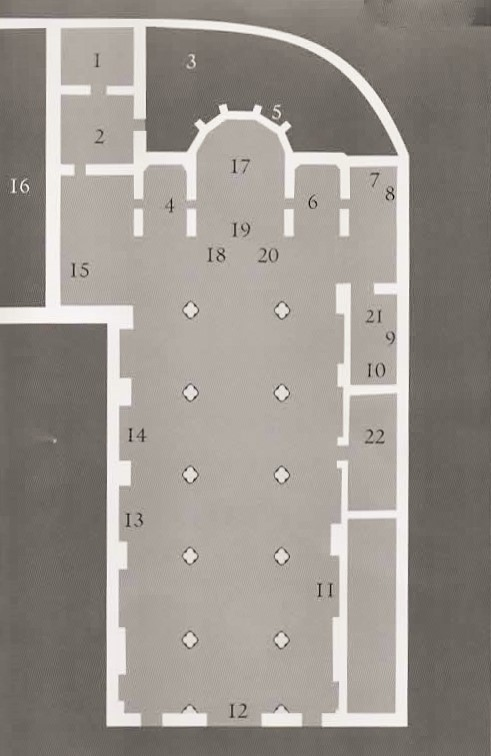
Plano de planta.

### Identificación de espacios en planta
| 1- Sacristía                                              | 2- Ante-sacristía          | 3- Jardín                         | 4- Sgdo. Czon. de Jesús            | 5-Cabecera gótica S-XIII | 6- Sagrada Familia              |
| 7- N.ª S.ª de los Mártires                                | 8-Arca tumular medieval    | 9- Pinturas de santos de la orden | 10- Mobiliario del siglo XVIII     | 11- Capillas laterales   | 12- Pórtico barroco. siglo XVII |
| 13- Azulejados contando la vida del fundador. siglo XVIII | 14- Órgano del siglo XVIII | 15- Santa Catalina de Siena       | 16- Claustro, actual Museo Militar | 17- Entrada a la cripta  | 18- San Francisco de Asís       |
| 19- Cristo crucificado                                    | 20- Santo Domingo          | 21- Casa del capítulo             | 22- Sala museo                     |                          |                                 |

El convento junto con la iglesia tiene tres naves con transepto saliente, ábside y cuatro absidiolos. La estructura es típica de la arquitectura de las órdenes mendicantes como es la verticalidad de sus líneas, las cubiertas interiores con bóvedas de crucería ojival, arcos quebrados en las arcadas de las naves, grandes aberturas rasgadas en el ábside y en los absidiolos, con columnas separando las naves y óculo en la clave.

### Las fachadas

#### Fachada principal
Fachada principal es barroca, con un pórtico rematado por un frontón con ángeles sosteniendo las armas de Portugal y de la Orden de Santo Domingo. Tiene ventanales coronados por frontones curvilíneos y triangulares alternados y rematada por pináculos, dos aleros y un cuerpo central coronado también por dos pináculos. En un nicho, también flanqueado de aletas y coronado por un frontón cóncavo, tiene una imagen en mármol del patrono de la orden. El exterior de la fachada principal dispone de unas gárgolas con animales que se acercan más a la decoración característica del románico que de la decoración naturalista del gótico.
Está orientada al noroeste y tiene basamento de granito, tres paños limitados por cuñas y separados por dos columnas en una de las cuales se encuentra una lápida epigrafiada apoyada en bases salientes, también en granito. y dos huecos separados por una cornisa de la misma piedra. Los laterales son idénticos entre sí, separados por una puerta con marco de mármol y dos columnas adosadas a la pared y frontón curvo coronado por un pináculo central y dos laterales; tiene superpuesto un ventanal rectangular con rejilla de hierro, marco recto de mármol y frontón triangular con tímpano liso. El paño central tiene la misma estructura de los laterales pero el pórtico, al ser el principal, es mayor y su decoración más trabajada.
Está flanqueado por sendas columnas a cada lado adosadas a la pared, con arquitrabe y entablamento decorado con elementos geométricos. Está rematado por un frontón curvilíneo, interrumpido, con las armas reales al centro, flanqueadas por dos ángeles y encuadradas por una composición que sugiere un portal limitado por pilastras decoradas con lanzas y bandas flanqueadas por aletas y coronado por frontón curvilíneo, interrumpido, con dos ángeles que sostienen las armas de la Orden de Santo Domingo. Sobre el pórtico hay una pequeña ventana con las mismas dimensiones de los ventanales de los paños laterales pero rematada por un frontón curvo con aletas para decorar el tímpano.
Sobre estos tres paños hay un registro superior que remata la fachada compuesto por un cuerpo central flanqueado por dos columnas de granito coronadas por pináculos y por dos aletas. Tiene con un nicho central, enmarcado por sendas columnas que sostienen un entablamento y un frontón curvilíneo flanqueado por aletas con una imagen de Santo Domingo sobre un plinto con un querubín, todo ello realizado en mármol. Como coronación de este cuerpo hay una cornisa sobrepuesta con un frontón curvilíneo y con una cruz en la cima. Hay un cuarto paño, a la derecha, que corresponde a la capilla mortuoria que es más baja donde hay una pequeña ventana rectangular con el marco de mármol y una reja de hierro rematada por borde recto.

#### Fachada lateral al suroeste
La fachada lateral al suroeste tiene tres paños: el primero con dos alturas, la inferior en albañilería que baja hasta dos tercios de su extensión y de piedra irregular vista en el resto del tramo. Tiene una puerta de acceso a la capilla mortuoria, tres ventanas pequeñas cuadrangulares. El paño superior está retranqueado, separado del inferior por un tejado a un agua, está hecho de albañilería. Está rasgado por cinco ventanales rectangulares con molduras rectas, en mármol y con rejas de hierro. El segundo paño es de piedra irregular vista y es el más alto de la fachada. El crucero de la iglesia está interrumpido por un ventanal rectangular con una rejilla de hierro y marco recto de mármol. Sigue un paño más bajo, con características idénticas al del paño anterior y está limitado por una pilastra adosada a la pared, en el lado izquierdo, y rematado por un borde recto. En un plano más retrasado hay otro tramo, también con hechura de piedra irregular vista, rasgado por dos ojivas a casi toda la altura del paño. Dispone de tres contrafuertes escalonados y rematados por una cornisa con gárgolas con figuras de animales.

### Interior
Está compuesto por tres naves, cubiertas por bóvedas. La nave central es la más elevada, separadas por arcadas que separan los cinco tramos de la iglesia con arcos apuntados de granito asentados sobre pilares compuestos por ocho columnas adornadas con capiteles corintios, dorados y basas de mármol blanco y negro. En el segundo pilar a partir del crucero, del lado del evangelio, dispone de un púlpito adosado de planta poligonal, en madera oscura, con escalera. Está decorado con un friso de hojas de acanto doradas en la base del apoyo. Adosada al primer pilar a partir de la pared de fondo, del lado de la epístola hay una pila de agua bendita de mármol.
El pavimento está compuesto por losas de mármol blanco rodeadas por bandas de mármol gris que forman tapas de sepultura. Las sepulturas están numeradas, y algunas epigrafiadas, para la correcta organización del espacio funerario. La pared de fondo de las puertas laterales de cimbra recta tienen un pórtico central de madera oscura y tres ventanales rectangulares con marco en granito sobre las puertas; el ventanal central tiene sobrepuesto un medallón cuadrado.
En las zonas laterales de la nave hay cuatro capillas con ventanales rectangulares, dos de los cuales, del lado del Evangelio, son simulados. Todas las capillas están forradas con mármol. Tienen un arco de medio punto apoyado sobre columnas adosadas a la pared. Los altares son de mármol rosa y negro con retablos en mármol en los mismos tonos de los altares. Tienen dos columnas y cuatro pilastras con capiteles corintios dorados y tres paneles de azulejos en azul y blanco con escenas de la vida de Santo Domingo enmarcadas con figuras de fieras, querubines y volutas.
En la pared de la Epístola, además de los elementos descritos, hay una puerta junto a la pared de fondo que da acceso a la capilla mortuoria, con marco recto en mármol, coronada por una pequeña ventana rectangular y otra puerta en el centro que da acceso a la sala-museo. En la pared del Evangelio hay otra una puerta que se encuentra cerrada. Junto a ella hay un órgano en madera oscura decorado con querubines, volutas, conchas y rematado por figuras de ángeles.